# Самсон из Шинона
Самсон бен-Исаак из Шинона — французский талмудист, жил в Шиноне между 1260 и 1330 годами. Современник раввина Переца Когена Геронди.

## Труды
- «Sefer Keritot», классический труд, обнимающий всю методологию Талмуда, изложенную в довольно кратких, но ясных тезисах. Труд разделён на пять частей[2]:
  - 1) «Bet Middot», обстоятельный разбор 13 правил герменевтики рабби Ишмаэля с указанием всех введённых впоследствии ограничений в пользовании этими правилами;
  - 2) «Bet ha-Miḳdash» — ο применении указанных правил к вопросам сакральным;
  - 3) «Netibot 'Olam» — разбор 32 Миддот р. Элиэзера[англ.] (II век) для агадической интерпретации;
  - 4) «Yemot 'Olam» — хронология таннаев и амораев и правила ο том, какого мнения надо держаться в случаях разногласия между законоучителями;
  - 5) «Leshon Limmudim» — в свою очередь, состоит из трех отделов[2]:
    - а) разбор рассеянных в Талмуде герменевтических правил, не вошедших в состав Миддот р. Ишмаэля (школа р. Акивы),
    - b) методология Мишны и характерные особенности ее изложения законов,
    - с) методология Гемары и её своеобразной диалектики и т. д. В виде приложения к этому отделу прибавлены правила ο применении презумпции «Мигго».
- «Kontres» — комментарий к талмудическим трактатам «Эрувин» и «Авода Зара» (упоминается в «Sefer Keritot»);
- «Biur ha-Get» — ο разводе (рукопись Австрийской национальной библиотеки, № 48);
- респонсы (некоторые из них приводятся в респонсах рабби Иосифа Колона, № 187, и в респонсах рабби Соломона бен-Адрета, III, № 1, IV, № 152);
- по мнению Гросса: суперкомментарий к комментарию Ибн-Эзры на Пятикнижие[2], найденному Иудой Москони в Перпиньяне между 1363 и 1375 годами (Halberstam MS.)